# Abbé Gubennya
Abbé Gubennya (1933/4 - 1980) foi um poeta e novelista etíope, considerado um dos autores mais populares da Etiópia, principalmente entre os jovens.

## Vida
Abbé foi educado na escola da Igreja, e depois frequentou as escolas do governo. Trabalhou como jornalista, e depois como funcionário no ministério da saúde etiope, passando, depois, a se dedicar exclusivamente à escrita. Sua literatura expressava simpátia aos explorados e fortes críticas aos governantes, o que resultou na sua prisão. Após sofrer bastante sob o emperador Haile Selassie, Gubennya foi receptivo à revolução etíope de 1974, que instalou um governo marxista, que logo lhe causou desilusões.

## Bilbiografia
- Gikandi, Simon, ed. (2003). Encyclopedia of African literature [Enciclopédia da literatura Africana]. [S.l.]: Routledge